# تمرد الزيتون (1895-1896)
تمرد الزيتون أو مقاومة الزيتون الثانية (بالتركيَّة: Zeyt'uni yerkrord goyamartĕ) وقعت في شتاء 1895-1896، وذلك خلال المجازر الحميدية، عندما حمل أرمن الزيتون (بالتركيَّة: modern Süleymanlı) السلاح للدفاع عن أنفسهم خوفًا من احتمال تعرضهم لمجازر على يد القوات العثمانية.

## الخلفية
تمتع أرمن الزيتون تاريخيًا بفترة من الحكم الذاتي بدرجة كبيرة في الإمبراطورية العثمانية حتى القرن التاسع عشر. وفي النصف الأول من القرن التاسع عشر، قررت الحكومة المركزية إخضاع هذه المنطقة من الإمبراطورية لسيطرة أكثر صرامة وحاولوا القيام بذلك عن طريق توطين المسلمين في القرى المحيطة بالزيتون وتحريضهم ضد الأرمن. وهذه الإستراتيجية أثبتت في نهاية المطاف عدم فعاليتها. وفي صيف عام 1862، أرسل العثمانيون وحدة عسكرية من 12000 من الرجال إلى الزيتون لإعادة السيطرة الحكومية. ومع ذلك، تم احتجاز القوات من قِبل الأرمن. ومن خلال الوساطة الفرنسية، انتهت مقاومة الزيتون الأولى.
ومع ذلك كانت الحكومة العثمانية مستاءة بشأن نتائج الوساطة. وفي العقود التالية، كانت أكثر عزمًا على إخضاع المنطقة تحت سيطرتها من خلال إثارة أرمن الزيتون: تحرشت القوات الحكومية المتمركزة حديثًا بالسكان وصدرت دعوات متكررة من قِبل عدد من الأتراك بارتكاب مجزرة بحقهم. وبين عامي 1891 و1895، زار نشطاء من حزب الهنشاك الاجتماعي الديمقراطي الأرميني سيليسيا، وأنشأ فرعًا جديدًا في الزيتون، وشجع الأرمن على مقاومة الممارسات القمعية للحكومة العثمانية. وفي هذا الوقت أيضًا، قرر حاكم الإمبراطورية العثمانية السلطان عبد الحميد الثاني القضاء على أحد معاقل الحكم الذاتي الأرميني خلال مجازر الحميدية عام 1895-1896.
ومع خلع حاكم الإقليم واستبداله بأفني بك، وهو الرجل الذي كان يكن كراهية عميقة للأرمن، تم إعطاء أوامر في 24 أكتوبر عام 1859 من قِبل السلطات العثمانية لاستخدام القوات لبدء هدم العديد من القرى الأرمينية بالقرب من الزيتون.

## المقاومة

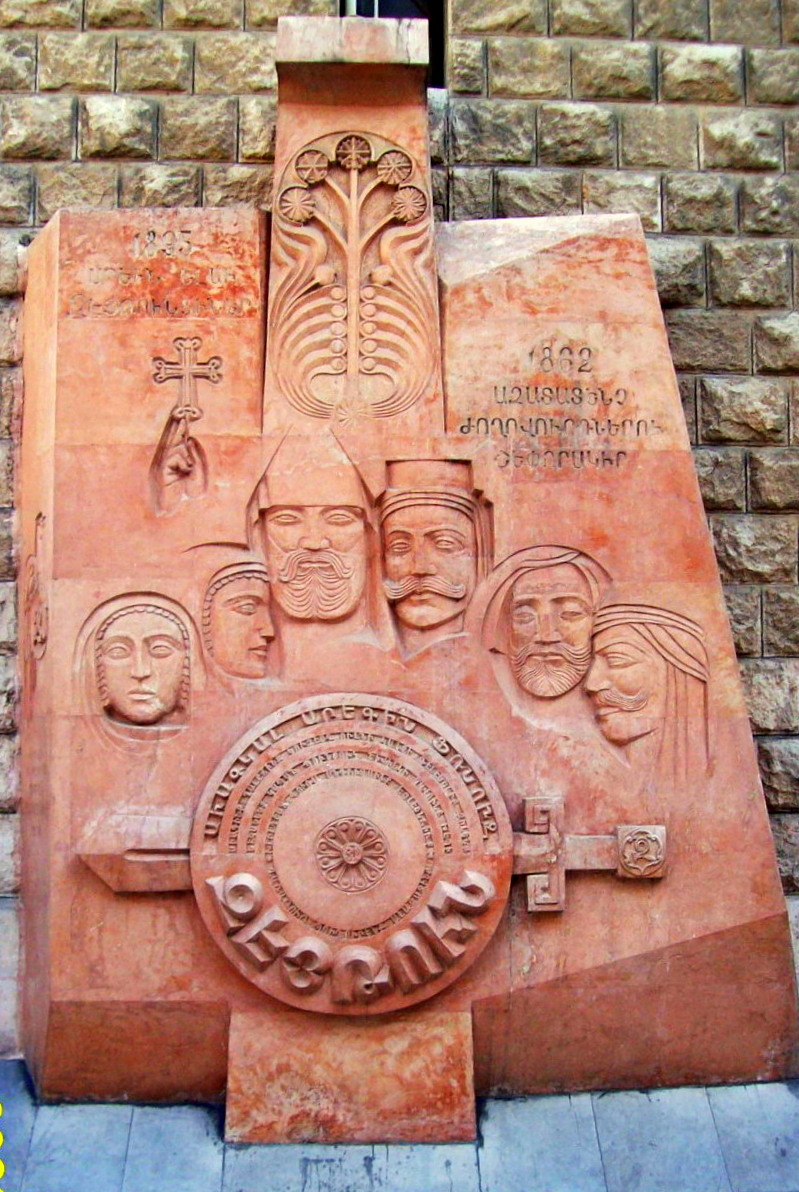
نصب تذكاري لمقاومة الزيتون في كنيسة سورب كيفورك، حلب، سوريا.

سمع المواطنون الأرمن في الزيتون، الخاضعة لحزب الهنشاك، بالمجازر الجارية في المناطق المجاورة، وبالتالي أعدوا نفسهم لمقاومة مسلحة. وتم إرسال ما بين 1500 و6000 رجل، مسلحين ببنادق فلينتلوك وبنادق مارتيني-هنري، إلى ساحة المعركة وتم اختيار ستة عشر من الأرمن لرئاسة هيئة إدارية خلال الحصار. وفي ضوء ذلك، أرسل القائد العسكري العثماني رسالة للسلطان عبد الحميد الثاني ليخبره بأن الأرمن قد بدأوا انتفاضة ويتقدمون لارتكاب مذابح ضد المسلمين. وكانت القوات العثمانية تمتلك ميزة عددية وتكنولوجية ساحقة: تألفت القوة بأكملها من 24 كتيبة (20000 جندي) واثني عشر مدفعًا و8000 رجل من شعبة زيبك من إزمير، فضلاً عن 30000 جندي غير نظامي من الأكراد والشركسيين.
وقد بدأ الأرمن بالهجوم على الحامية العثمانية القريبة، وأسروا 600 من الجنود والضباط العثمانيين ووضعوهم تحت مراقبة النساء الأرمنيات. وحاول السجناء الهرب، ولكنهم فشلوا وقتلوا. ولقت القوات العثمانية الهزيمة بشكل متكرر في اشتباكاتهم مع الميليشيات الأرمينية. وخلال المفاوضات التي أدت إلى تسوية النزاع فيما بعد، أعرب قائد الجيش العثماني عن إعجابه بآغاسي، وهو أحد قادة المقاومة، وذلك بفضل مهارة الرماية الدقيقة التي تمتع بها الأرمن وثباتهم في مقاومة.

## التسوية
من خلال تدخل القوى الأوروبية الرئيسية الست، أنهى أرمن الزيتون مقاومتهم. وسُمح لنشطاء حزب الهنشاك بالذهاب إلى منفى، وتم تخفيف العبء الضريبي، كما تم تعيين نائب حاكم مسيحي. ونظرًا لانخفاض درجات الحرارة، مات آلاف الأتراك وتوفي العديد من الآخرين في المستشفيات متأثرين بجروح أصيبوا بها في المعركة. يشار إلى أن أرقام عدد الضحايا متضاربة بشكل كبير، إلا أن الجميع يتفق على أن القوات العثمانية عانت كثيرًا. وذكرت القنصلية البريطانية في 6 يناير 1896 أن «5000 على الأقل قد قُتلوا على الرغم من أن تقريرًا مشتركًا يشير إلى أن العدد بلغ 10000 قتيل.» وذكرت القنصلية النمساوية ومقرها في حلب أن الأرمن قتلوا 1300 من الأتراك في المعركة النهائية فقط. وقدر القنصل البريطاني أن عدد الوفيات جراء العمليات القتالية وغير القتالية بين جميع الأرمن اقترب من 6000. وقدر بيير كويلارد، وهو كاتب فرنسي، أن إجمالي الخسائر العثمانية بلغ ما لا يقل عن 20000 رجل.
وعاش الأرمن في سلام نسبي حتى الحرب العالمية الأولى، عندما تم ذبحهم وترحيلهم من الزيتون في عام 1915.

## كتابات أخرى
- Aghasi. Զեյթուն եւ իր շրջականները [Zeitun and its Environs]. Beirut: Shirak Publishing, 1968.
- Mkrtchyan, Levon. Զեյթունի ապստամբությունը [The Zeitun Uprising]. Yerevan: Pan-Armenian and Armenian Educational and Cultural Union, 1995.

## وصلات خارجية
Hogarth, David George (1911). "Zeitun" . In Chisholm, Hugh (ed.). Encyclopædia Britannica (بالإنجليزية) (11th ed.). Cambridge University Press. Vol. 28. pp. 965, 966.